# Impostor: Test na człowieczeństwo
Impostor: Test na człowieczeństwo (tytuł oryginalny Impostor) – amerykański film fabularny z 2002 roku w reż. Gary’ego Fledera.
Film należy do gatunków filmów science fiction, a także thrillerów psychologicznych. Scenariusz powstał na podstawie opowiadania amerykańskiego pisarza science fiction Philipa K. Dicka z 1952 roku
pt. Impostor.

## Twórcy filmu
- Reżyseria: Gary Fleder
- Scenariusz: Caroline Case, Ehren Kruger, David Twohy
- Adaptacja: Scott Rosenberg
- Zdjęcia: Robert Elswit
- Scenografia: Nelson Coates
- Montaż: Armen Minasian
- Muzyka: Mark Isham
- Produkcja: Marty Katz, Gary Fleder, Gary Sinise

## Obsada
- Gary Sinise - Spencer John Olham
- Madeleine Stowe - Maya Olham
- Vincent D’Onofrio - Agent D.H. Hathaway
- Gary Dourdan - Kapitan Burke
- Tony Shalhoub - Nelson Gittes
- Mekhi Phifer - Cale

## Fabuła
Fabuła filmu osadzona jest w roku 2079. Ziemia toczy wojnę z najeźdźcami z kosmosu. Spencer Olham jest wybitnym naukowcem, pracującym dla rządu nad nowymi typami broni. Pewnego dnia zostaje oskarżony o bycie replikantem - obcym agentem, którego zadaniem jest zgładzenie pani kanclerz ziemskiego rządu. Choć zostaje schwytany, ucieka, aby udowodnić, że jest to pomyłka, a zarazem utwierdzić siebie, że jego przekonanie o własnej tożsamości jest prawdziwe. Próbuje dostać się do szpitala, w którym pracuje jego żona, aby przeprowadzić dokładny skan swojego ciała - swoisty test na człowieczeństwo, jednak w trakcie badania pojawiają się agenci ścigający Olhama i nie kończy on skanu.